# Basapattana, Gangawati
Basapattana là một làng thuộc tehsil Gangawati, huyện Koppal, bang Karnataka, Ấn Độ.